# Zenei fogalmak és kifejezések
A zenei fogalmak és kifejezések az olasz, francia, latin vagy német nyelvből átvéve eredeti alakjukban nemzetközileg használatosak.
| Ábécé szerinti tartalomjegyzék                                                                           |
| --- |
| A, Á B C Cs D Dz Dzs E, É F G Gy H I, Í J K L Ly M N Ny O, Ó Ö, Ő P Q R S Sz T Ty U, Ú Ü, Ű V W X Y Z Zs |

## A
- a bene placito   – tetszés szerint
- a due            – mindketten
- a piacere        – tetszés szerint
- a prima vista    – első látásra (énekelni, lapról játszani, blattolni)
- abszolút hallás  – képesség, amellyel az ember meg tudja határozni egy hang magasságát
- abszolút zene    – a programzene ellentéte
- accelerando      – gyorsítva
- ad libitum       – tetszés szerint
- adagio           – lassan, igen lassan
- affettuoso       – érzelmesen
- affrettando      – nekiiramodva, sietve
- agitato          – izgatottan
- air          – ének, ária (szvitekben éneklő, dallamos tétel)
- akkord           – különböző magasságú hangok egyidejű megszólalása (lásd hármashangzat)
- alla fine        – végig
- allegretto       – gyorsacskán
- allegro          – gyorsan (a. m. vidám)
- allemande        – páros ütemű, lassú német néptánc. Régi szvitzenében  a nyitó vagy a II. tétel
- alt          – a mezzoszoprán és a tenor közötti hangfekvés
- ambitus          – hangterjedelem
- andante          – lassan, lépésben (andalogva)
- andantino        – lassacskán
- animato          – lelkesen
- appassionato     – szenvedélyesen
- atonalitás       – hangnemnélküliség
- attacca          – indíts!

## B
- ballada      – drámai elbeszélés
- bariton      – középfekvésű férfihang
- barokk       – 1600–1750 között uralkodott zenei stílus
- basso continuo – monoton kíséret
- basszus      – sötét színezetű, mély fekvésű férfihang
- battuta          – ütem, ütés
- bel canto    – szép ének; régi olasz éneklési stílus
- ben, bene        – jól
- bicinium         – kétszólamú ének
- blattolni        – lásd 'a prima vista' (németül: Blatt=lap) lapról első látásra lejátszani
- boleró – lassú, hármas ütemű spanyol néptánc
- bourrée – élénk, páros ütemű francia tánc. A barokk szvitzenében gyakori
- brillante     – csillogóan
- brio       – lendület, hév
- bé (b)  – módosítójel, amely az utána következő hangot fél hanggal leszállítja (cesz, desz, esz)

## C
- calando              – lassulva és halkulva
- calmato, calmo       – nyugodtan
- cantabile, cantando  – énekelve
- cantus primus        – fődallam, amelyet kísérőszólamok vesznek körül
- canzone              – dal, ének (ol.)
- capriccio, caprise   – szeszély (ol., fr.) szabad formában írt zenemű
- capriccioso          – szeszélyesen
- cavatina             – kis terjedelmű áriácska
- chaconne             – változatok egy hármas ütemű dallam felett; régi táncforma
- chanson              – dal (fr.)
- ciklus               – sorozat
- clavecin             – csemballó, a zongora őse, a 16-17. század közkedvelt billentyűs hangszere
- coda                 – befejező rész (a. m. farok)
- commodo, comodo      – kényelmesen
- con fuoco            – tűzzel
- con tristezza        – szomorúan
- concerto grosso      – több tételből álló, szólóhangszerre vagy szolisztikus csoportra és zenekarra írt barokk zenélési forma
- concitato            – izgatottan
- corona               – megállás (korona a kottában)
- courante             – hármas ütemű francia tánc, a régi szvitek gyakori tétele
- crescendo            – fokozatosan erősödve, növekvő hangerővel

## D
- da capo              – elölről
- da capo alla fine    – (D. c. al fine) a zeneművet elölről ismételni a végét jelentő fine szóig
- da capo ária         – a 17-18. század gyakori áriatípusa, amelyben a középrész után nem írták le újra az első részt
- dal segno            – (a) jeltől
- deciso               – határozottan
- decrescendo          – fokozatosan halkulva, csökkenő hangerővel
- disztonál            – hamisan énekel
- divisi               – megosztva
- dolce                – lágyan, édesen, gyengéden
- dolcissimo           – nagyon lágyan
- dolente              – fájdalmasan
- doloroso             – fájdalmasan
- domináns             – a klasszikus dúr-moll rendszer V. fokára épülő akkord, utána többnyire az alaphangnem következik
- doppio               – kétszeres
- drámai szoprán       – kissé sötét színezetű, magas női hang
- due                  – kettő
- duett                – két szólóhangra vagy szólóhangszerre írt zenemű
- durata               – időtartam

## E
- e                    – és
- echo, eco            – visszhang
- ed                   – és
- eguale               – egyenletesen
- ellenpont            – (punctus contra punctum, Kontrapunkt) több szólamű szerkesztési elv, legfőbb alakjai: a kánon és a fúga
- előjáték             – prelúdium; operákat, operafelvonásokat, baletteket vagy oratóriumokat bevezető zene. Míg a nyitány önálló, zárt zenei formát jelent, addig az előjáték megszakítás nélkül torkollik a cselekménybe
- energico             – erélyesen
- epizód               – közjáték; rondóformákban a főtéma ismétlődései közé beékelt, azzal ellentétes hangzású zenei anyag
- eroico               – hősiesen
- espressivo           – érzéssel, kifejezéssel
- eufónia              – széphangzás, jóhangzás

## F
- fantázia              – kötetlen, rögtönzésszerű zenei forma
- fermata               – korona, nyugvópont. A vele jelölt hang vagy szünet értékét megnyújtja, zenei nyugvópontot jelent
- feroce                – vadul
- fieramente            – büszkén
- flebile               – panaszosan
- főhármashangzatok     – valamely hangsor I., IV. vagy V. fokára épített hármashangzatok neve
- forte                 – hangosan, erősen
- fortepiano            – erősen, majd halkan (a zongora neve néhány idegen nyelven)
- fortissimo            – nagyon hangosan, nagyon erősen
- forzando, forzato     – erősítve, hangsúlyosan
- fúga                  – (futás, kergetőzés) az ellenpont művésztének legmagasabb rendű formája, amelyben a belépő szólamok egymást utánozzák (imitálják). A főszólam neve dux, a dominánson lép be a comes, és az ellentétet képviseli a contrasubjectum
- funebre               – gyászosan
- fuoco                 – tűz
- furioso               – dühödten

## G
- g-kulcs               – (violinkulcs) a második vonalon jelöli a G-hang helyét
- gagliarda             – hármas ütemű, élénk tempójú, régi olasz ugrótánc
- gavotte           – páros ütemű, ünnepélyes jellegű régi francia tánc
- gigue                 – többnyire páratlan ütemű, élénk tempójú tánc, a 17-18. század táncszvitjének utolsó tétele
- giocoso               – tréfásan, játékosan
- giusto                – pontosan, helyesen
- gli altri             – a többiek
- glissando             – siklás
- gradatamente          – fokozatosan
- grandioso             – hatalmasan
- grave                 – súlyosan, igen lassan
- grazioso              – kecsesen
- gridando              – kiáltva

## H
- habanera          – páros ütemű, kubai eredetű spanyol tánc
- hangfogó              – (sordino, Dämpfer) vonós és rézfúvós hangszereknél alkalmazott szerkezet a hangerősség csökkentésére
- hangszerelés          – egy zeneműnek több hangszerre vagy zenekarra való alkalmazása
- hangérték             – a hangok időtartamát jelöli
- hármashangzat         – klasszikus értelemben egy hangsor első, harmadik és ötödik hangjának együttese. Van dúr, moll, szűkített és bővített hármashangzat
- himnusz           – ünnepélyes hangzású dicsőítő dal
- homofónia             – olyan többszólamú zene, amelyben egy vezető szólam mellett a többi szólam csak a kíséret szerepét tölti be, a polifónia ellentéte

## I
- imitáció               – utánzás; olyan többszólamú zenei szerkesztésmód, amelyben a kezdő szólamot a később belépő szólamok leutánozzák (kánon, fúga)
- impetuoso              – viharosan
- impromptu              – (e. empromtü) rögtönzés; kis terjedelmű, szabad formájú zenemű
- improvizáció           – rögtönzés
- in rilievo             – kidomborítva
- incalzando             – sietősen
- intermezzo             – közjáték, közzene

## K
- kádencia               – nagyobb áriákban vagy versenyművekben az énekes vagy a hangszeres művész virtuóz szólója. Régente rögtönzésszerűen előadott, formailag kötetlen zenei részlet
- kamarazene             – kis hangszeres együttesre írt zenemű
- kánon                  – az imitáció legszigorúbb változata, amelyben az első szólam valamennyi lépését a belépő további szólamok pontosan követik
- kantáta            – protestáns énekelt mű
- koloratúrszoprán       – rendkívül mozgékony, díszítéseket, futamokat könnyen éneklő, magas női hangfaj
- korál                  – protestáns egyházi népének
- kvartett               – négy hangszer vagy énekes együttese (lásd vonósnégyes)
- kvintett               – öt hangszerre vagy énekhangra írt mű
- kvintváltó dallamok    – a régi magyar népdalok között gyakran előforduló típus, amelynek második része az elsőt öt hanggal (kvint) mélyebben pontosan megismétli

## L
- lamento                – kesergő, drámai hangvételű, hosszabb arioso, a 17. század operáiban gyakori (a. m. panasz)
- ländler                – a lassú keringő régebbi, népi formája
- languendo              – vágyakozóan
- lapról olvasás         – lásd 'a prima vista', blattol
- largamente             – szélesen, lassan
- larghetto              – kissé szélesen, lassacskán
- largo                  – szélesen; a leglassúbb tempó jelölése
- lauda                  – vallásos dicsőítő ének
- legato                 – kötve, kötötten; a hangok megszakítás nélkül kövessék egymást. Jele: kötőív
- leggiero               – könnyedén
- lento                  – lassan
- lieto                  – vidáman
- lírai szoprán          – lágy színezetű, magas női hang
- lírai tenor            – lágy színezetű, magas férfihang
- lontano                – távolról
- lugubre                – komoran
- lunga                  – hosszan
- lusingando             – hízelegve

## M
- madrigál           – többszólamú, kíséret nélküli (a capella) társas ének
- maestoso               – fenségesen
- maggiore               – dúr
- malinconico            – mélabúsan, melankolikusan
- mancando               – csökkentve
- marcatissimo           – nagyon nyomatékosan
- marcato                – nyomatékosan
- marche funèbre         – gyászinduló
- marziale               – harciasan
- mazurka            – a keringőnél lassúbb, hármas ütemű lengyel nemzeti tánc
- meno                   – kevésbé
- menüett            – hármas ütemű, mérsékelt tempójú, régi francia udvari tánc. A klasszikus szvit- és szimfóniairodalomban gyakori
- messa                  – mise
- mesto                  – búsan
- metronóm           – rugós szerkezetű, állítható sebességű ingamozgást végző készülék. A zeneművekben található metronómjelzés (pl. M. M. = 100) azt jelenti, hogy a készülék hányat kattanjon percenként
- mezza voce             – félerős hangon
- mezzoforte             – (mf) középerősen
- mezzopiano             – félhalkan
- mezzoszoprán       – a szoprán és alt hangszín közötti női hang
- minore                 – moll
- minuetto               – menüett
- miserioso              – titokzatosan
- missa                  – mise
- moderato               – mérsékelt tempóban
- moduláció              – átmenet egy hangnemből valamely más hangnembe
- molto                  – nagyon (pl. molto allegro = nagyon gyorsan)
- morbido                – szelíden, lágyan
- morendo                – elhalóan
- mosso                  – mozgalmasan
- motetta            – a 15-16. századtól kezdve, imitációs felépítésű, többszólamú énekes kompozíció. Míg a madrigál világi, addig a motetta főként vallási tárgyú műfaj
- moto                   – mozgás
- musette                – duda; francia pásztortánc. Jellegzetessége a dudaszerű kísérőszólam
- musica                 – muzsika, zene

## N
- neumák                – a korai középkor hangjegyírása
- nocturne, noktürn – szerenádhoz hasonló, lírai zenemű
- non                   – nem
- notturno              – noktürn (a. m. éjszakai)

## Ny
- nyitány               – operákat, baletteket bevezető önálló zenedarab. Később önálló, programmal bíró zenemű

## O
- opera                  – dalmű, daljáték, énekes színjáték (a. m. munka, mű)
- opera buffa            – vígopera
- opera seria            – komoly opera
- opus                   – mű, munka. A zeneszerző adott alkotásának sorszámát jelenti, az alkotó életművén belül. Pl.: op. 36
- orchester              – zenekar
- ordinario              – rendes módon
- orgonapont             – hosszan kitartott hang, amely körül a többi szólam mozog, és változtatja a harmóniákat
- ostinato               – makacsan, egy adott ritmus vagy dallamfordulat többszöri ismételgetése

## P
- parlando               – elbeszélő, kötetlen tempójú előadási mód
- partitúra              – vezérkönyv; a karmester szólama, amelyben valamennyi énekelt vagy hangszeren játszott szólam megtalálható, áttekinthető és jól olvasható
- passacaglia            – hármas ütemű, olasz vagy spanyol eredetű tánc, a chaconne-hoz hasonló
- passione               – szenvedély
- patetico               – pátosszal
- pauza                  – (pause) szünet
- pavane             – páros ütemű, méltóságteljes, itáliai eredetű énekes körtánc
- perdendosi             – elhalóan
- pesante                – súlyosan
- piacevole              – kedvesen
- piangendo              – panaszosan (a. m. sírva)
- pianissimo             – nagyon halkan
- piano                  – halkan
- pizzicato              – pengetve; a vonós hangszereknél használatos játékmód. Jelölése: pizz. Ha ismét vonóval folytatják, arco
- più                    – több (pl. più forte = több erővel, erősebben)
- poco                   – kissé (pl. poco piano = kissé halkan)
- poco a poco            – fokról fokra
- poi                    – azután
- polacca                – polonéz
- polifónia              – olyan többszólamú zenei szerkesztésmód, amelyben minden szólamnak önálló szerepe és jelentősége van. A homofónia ellentéte
- poliritmika            – többritmusúság; az egyes szólamok különböző ritmusúak
- politonalitás          – többhangneműség; olyan zenemű, amelyben két vagy több hangnem egy időben szerepel
- polonéz            – lengyel eredetű, ¾-es ütemű tánc(zene)
- precipitando           – nekirohanva
- preklasszikus stílus   – a kései barokk, a klasszikát megelőző zenei korszak jelölése
- prelúdium              – előjáték
- prestissimo            – nagyon gyorsan
- presto                 – gyorsan, sebesen
- prima, primo           – első
- psalmus                – zsoltár

## Q
- quasi                  – mintegy
- quieto                 – nyugodtan
- quodlibet              – „ahogy tetszik”; régi társas muzsikálási mód, amikor olyan önmagukban is önálló vagy különböző dallamokat énekeltek vagy muzsikáltak, amelyek együtt is jól hangzanak

## R
- ragtime – afroamerikai eredetű, páros ütemű tánc
- rallentando                – lassítva
- rapidamente               – gyorsan
- rapido                   – gyorsan, sebesen
- rapszódia – fantáziaszerű, nemzeti motívumokra épülő hangszeres zenemű
- recitativo             – olyan éneklésmód, amely ritmikájában és lejtésében pontosan követi a szöveget, előadásmódja ezért inkább deklamálás jellegű. A régi operákban és oratóriumokban vagy kantátákban az áriákat előzi meg
- recitativo accompagnato zenekarral kísért recitativo
- recitativo secco       – többnyire csembalón megszólaltatott, akkordokkal kísért recitativo
- relatív hallás         – egy megadott hanghoz viszonyítva következtetünk a hangok magasságára. Ellentéte az abszolút hallás
- religioso              – áhítatosan
- repetizione            – ismétlés
- replica                – ismétlés
- rekviem, requiem       – gyászmise
- ricercare              – fúgaszerű kompozíció
- rinforzando            – erősödve
- risoluto               – határozottan
- risvegliato            – frissen
- ritartando             – lassítva, késleltetve
- ritenuto               – fokozatosan lassítva, visszatartva
- románc                 – szabad formában írt, érzelmes zenedarab
- rondó                  – régi francia körtánc, főelve: a rondótéma többszöri visszatérése; a klasszikus szimfóniák utolsó tétele
- rubato                 – csapongva; egy-egy hang értékének önkényes meghosszabbítása vagy megrövidítése
- rustico                – parasztos

## S
- sanzon             – dal (fr.)
- sarabande          – régi spanyol szólótánc: lassú, súlyos, hármas ütemű. A szvitzenében rendszerint a courante és a gigue között található
- scherzando             – játékosan
- scherzo            – tréfa; a klasszikus szimfóniák vagy szonáták vidám karakterű tétele. A menüettből fejlődött, szerkezete vele azonos. A romantikus zenében önálló karakterdarab
- scorrevole             – folyamatosan
- secco                  – szárazon, röviden
- seconda, secondo       – második
- segno                  – jel
- segue                  – következik
- seguidilla             – gyors, hármas ütemű spanyol tánc
- semplice               – egyszerűen
- sempre                 – mindig
- sentimento             – érzéssel
- senza                  – nélkül
- serrando               – gyorsítva
- sforzando, sforzato    – hangsúlyozva, erősen
- siciliano              – régi szicíliai pásztorének
- simile                 – hasonlóan
- sin, sino              – -ig
- smorzando              – elhalóan
- solo                   – egyedül, szólóban
- sonoro                 – zengzetesen
- sostenuto              – visszatartva
- sotto voce             – fojtott hangon
- spianato               – simán (egyenletesen)
- spiritozo              – lelkesen
- stile, stílus          – valamely kor, művész vagy műfaj ismertetőjeleinek összessége
- stranscinando          – vontatottan
- strepitoso             – zajosan
- stretta                – gyors, élénk tempójú, virtuóz ária (a. m. szűk)
- stringendo             – hajtva, gyorsítva (a. m. szorítva)
- subito                 – hirtelen (a. m. azonnal)

## Sz
- szerenád               – esti zene; egyszerűbb, több tételes forma hangszeres vagy énekes együttesekre
- szimfonikus költemény  – zenekarra írt, irodalmi, képzőművészeti vagy történelmi program ihlette, szabad formájú kompozíció
- szimfónia              – több tételes zenekari forma; zenekarra írt szonáta
- szolfézs, szolmizáció  – a kottáról éneklés legegyszerűbb és legcélravezetőbb módja, az iskolai énekoktatás módszere
- szonáta               – többtételes, hangszeres forma. A tételek többnyire: I. gyors, szonátaforma; II. lassú, dal- vagy variációs forma; III. mérsékelt vagy élénk táncforma (menüett vagy scherzo); IV. gyors, rondóforma
- szonátaforma           – a klasszikus zenében rendszerint háromrészes: expozíció (fő-, mellék- és zárótéma), kidolgozás, visszatérés (az expozíció megismétlése), esetleg coda (zárórész)
- szonatina              – kis szonáta
- szoprán            – magas fekvésű, világos színezetű női vagy gyermekhang
- szubdomináns           – valamely hangsor IV. fokára épülő hármashangzat
- szünet                 – egyes szólamok időleges szünetelésére szolgáló jelzések
- szvit – a 17. században kialakult több tételes hangszeres forma; stilizált táncok sorozata

## T
- tacet                  – hallgat; az illető szólam a tételben nem szerepel
- taktus                 – ütem
- taktusvonal            – ütemvonal; az egyes ütemeket egymástól elválasztó függőleges vonal a kottában
- tangó                  – argentin eredetű népies tánc, az 1920-as évek közkedvelt társasági tánca
- tanto                  – nagyon
- téma                   – zenei gondolat
- temperálás             – mérséklés; a régi hangrendszerekben más hangmagassága volt a fisz és gesz stb. hangoknak. Az oktávot Werckmeister osztotta 12 egyenlő félhangra, így a fenti hangok egymással azonosak lettek
- tempo                  – a zenemű időmértékének, sebességének meghatározása
- teneramente            – gyengéden
- tenor              – világos színezetű, magas férfihang
- tenuto                 – tartva
- tétel                  – olyan, önmagában zárt zenedarab, amely valamilyen ciklikus formának (szonáta, szimfónia, szvit) egy része
- thesis                 – súlyos ütemrész. Ellentéte az arsis = súlytalan ütemrész
- tokkáta                – billentyűs hangszerre írt virtuóz, szabad formájú zenedarab
- tonika                 – alaphangnem; valamely hangsor I. fokára épülő akkord
- tornando               – visszatérve
- törzshangok            – előjegyzés nélküli hangsor (C-dúr) módosítatlan hangjai
- törzshangsor           – előjegyzés nélküli hangsor (C-dúr)
- tosto                  – sebesen
- tranquillo             – nyugodtan
- transzponálás           valamely zenemű áthelyezése más hangnembe
- tremoló                 a vonó szapora fel-le mozgatásával előidézett hanghatás
- tricinium               három énekhangra írt zenemű
- trilla                  két szomszédos hang lehető leggyorsabb váltakozó megszólaltatása
- trió                   – három hangszerre írt zenemű vagy már értelemben egyes részes formák (tartós forma: menüett, scherzo) középső része
- triola                 – három, egyenlő értékű hangból álló egység, amely egy mérőütés időtartama alatt szólal meg
- triste                 – szomorúan
- troppo                 – túlságosan
- tutta (la) forza       – teljes erővel
- tutti                  – a teljes zenekar vagy énekkar belépését jelzi szólórészek után

## U, Ü
- unisono                – egyszólamúan
- uniti                  – együtt
- ütem                   – metrikus egység, amely mindig két főhangsúly közé esik
- ütemmutató             – törtszám, amely a zenemű vagy egy zenei részlet metrikus alapbeosztását mutatja (pl. 4/4)
- ut sopra               – mint előbb
- üveghang               – a vonós hangszereken a húr bizonyos csomópontjának gyenge érintésével képezhető harmonikus felhangok

## V
- valcer                 – keringő; a 19. század divatos, hármas ütemű, lendületes társastánca
- variáció               – valamely zenei téma átalakulása olyképpen, hogy e megváltoztatott formában is felismerhető legyen az eredeti gondolat
- veloce                 – sebesen
- versenymű              – (concerto) szólóhangszerre írt zenekarkíséretes, több tételes zenemű
- vibrato                – rezgetett (hang)
- vide                   – lásd
- vigoroso               – erélyesen
- villanella             – népies dallamokon alapuló olasz táncdal, utcai dal
- villotta               – a villanella elődje
- viola                  – brácsa, mélyhegedű
- violento               – hevesen
- vivace                 – élénken, gyorsan
- vivacissimo            – nagyon élénken, nagyon gyorsan
- vivo                   – élénken
- voce                   – hang
- vokális zene           – énekhangra írt és előadott zene. Ellentéte az instrumentális (hangszeres) zene
- volti subito           – gyorsan lapozz, fordíts
- vonósnégyes            – két hegedűre, brácsára és gordonkára írt zenemű, egyben maga az együttes neve

## Z
- zenekar            – hangszerjátékosok együttese. Van vonós-, fúvószenekar, valamint vonós, fúvós és ütőhangszerekből álló szimfonikus zenekar
- zongorakivonat         – zenekari mű zongoraátirata